# Sędziszów
Sędziszówⓘ é um município no sudeste da Polônia. Pertence à voivodia da Santa Cruz, no condado de Jędrzejów, às margens do rio Mierzawa. É a sede da comuna urbano-rural de Sędziszów. Entre 1975 e 1998, a cidade pertenceu administrativamente à voivodia de Kielce.
Estende-se por uma área de 7,9 km², com 6 083 habitantes, segundo o censo de 31 de dezembro de 2024, com uma densidade populacional de 768 hab./km².
A Empresa de Caldeiras “Sefako”, fabricante de caldeiras elétricas, tem sua sede na cidade desde 1974. Ela ocupa a área da subzona de Sędziszów da Zona Econômica Especial “Starachowice”.

## História
Sędziszów é a antiga sede da família Jastrzębiec — cavaleiros de Konrad da Mazóvia. A cidade existe há 700 anos e suas origens remontam ao século XIII, sendo um dos vilarejos mais antigos da voivodia de Santa Cruz. Até a Segunda Guerra Mundial, Sędziszów era propriedade da nobreza. O primeiro proprietário foi Stanczko de Sędziszów, e o último foi a família Kamiński; seus herdeiros continuam vivos hoje. Atualmente, a propriedade de Sędziszów pertence à Agência de Propriedade Agrícola do Tesouro do Estado.
No século XV, havia uma igreja de madeira de São Pedro e São Paulo em Sędziszów. Após um incêndio, foi construída uma nova igreja de madeira. A construção de uma igreja de tijolos começou em 1771 e, em 1902, depois que o teto desabou, a igreja foi reconstruída, momento em que parte das paredes ao redor foi erguida. Em 1904, a igreja foi danificada por um incêndio. A igreja foi reconstruída e restaurada em 1914. Entre 1970 e 1975, foi realizado um trabalho de restauração.

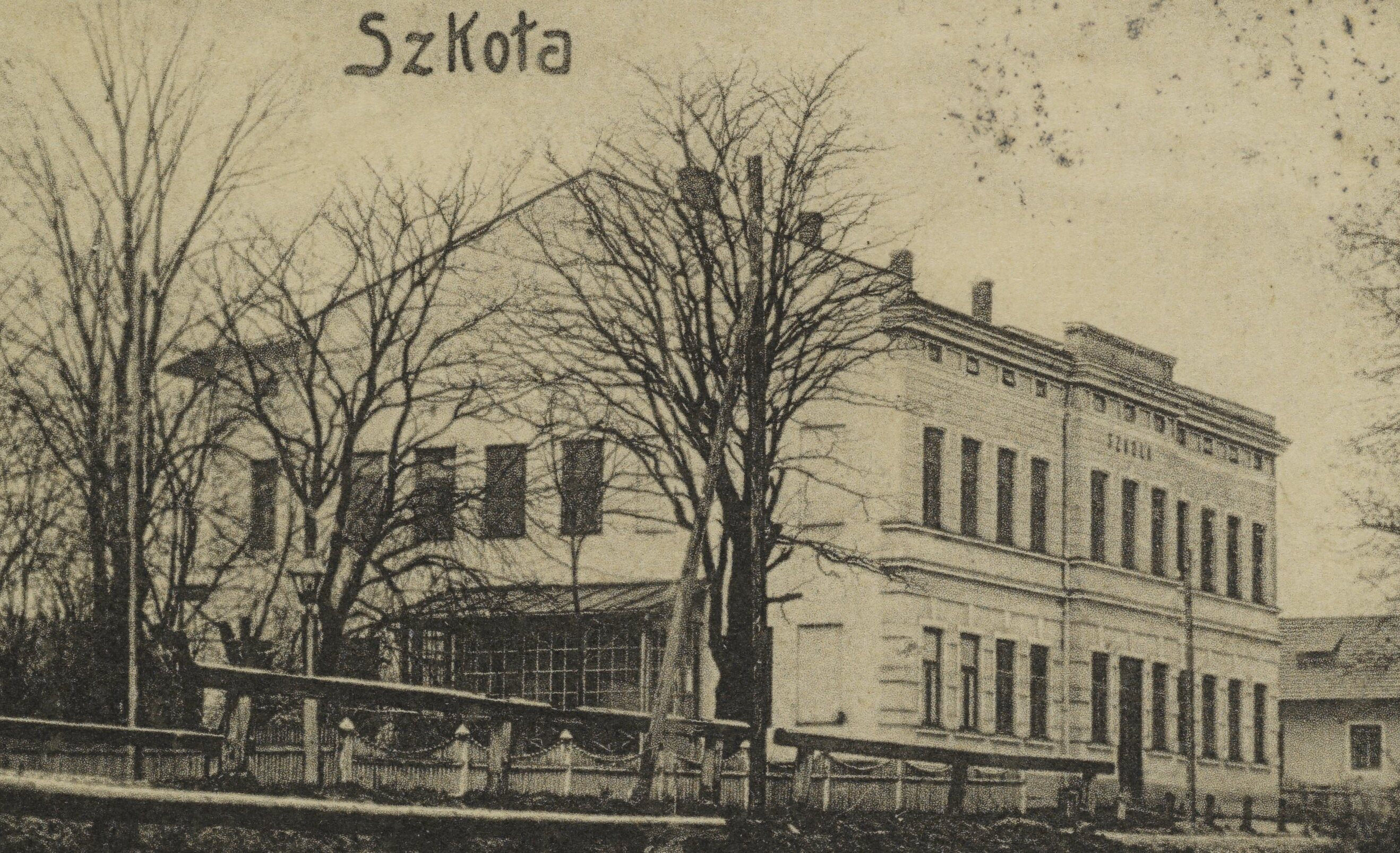
Escola, antes de 1914

No início de 1880, foi iniciada a construção da linha férrea. Em 1885, a estação ferroviária e a casa de máquinas a vapor foram inauguradas. Durante os anos de construção da linha férrea, o centro do vilarejo estava localizado na praça principal, próximo à igreja de São Pedro e São Paulo. Foi somente no início do século XX que o centro do vilarejo foi transferido para as proximidades da estação ferroviária. Lojas e oficinas de artesanato começaram a se estabelecer ali. Foram construídas casas para os trabalhadores da ferrovia. Sędziszów estava se tornando um assentamento ferroviário.
Entre 1915 e 1935, bondes puxados por cavalos de Szczekociny estavam em operação.
Em 1939, como resultado da agressão alemã contra a Polônia, Sędziszów ficou sob ocupação alemã. Em 1940, os alemães ampliaram a estação de Sędziszów, que logo se tornou um grande empreendimento. Foram construídos blocos de apartamentos de doze andares para os funcionários. Os prédios formaram um conjunto habitacional, conhecido hoje como Conjunto de Madeira (agora restam apenas cinco blocos). Após a partida dos alemães, o desenvolvimento do entroncamento ferroviário foi interrompido, mas Sędziszów continuou sendo uma das estações ferroviárias mais importantes. O fato de Sędziszów ter se tornado um entroncamento ferroviário foi de grande importância para o movimento de resistência. Sędziszów tornou-se uma estação de preparação para as tropas alemãs. Os movimentos das tropas alemãs eram observados aqui. Os ferroviários desempenharam um papel importante nas ações do movimento de resistência. Eles eram mensageiros e realizavam tarefas de inteligência e sabotagem.
A primeira organização clandestina foi formada em 1940 e era o núcleo do posto “Dwór” da União da Luta Armada (ZWZ), que cobria a área da comuna de Sędziszów. Fazia parte do distrito de Jędrzejów da ZWZ-AK “Proso”. Como resultado da regionalização da estrutura do Exército Nacional, a subdivisão “Niwa” Sędziszów foi criada em 1943. Ela consistia em três postos avançados: “Nałęczów” Nagłowice, “Dwór” Sędziszów e “Miedza” Mstyczów. Em 1944, durante a Operação Tempest, a subdivisão “Niwa” foi a base de mobilização do 2.º batalhão do Regimento de Infantaria de Jędrzejów, que fazia parte da Brigada de Kielce do Exército Nacional. Durante a ocupação nazista, na primavera de 1940, os alemães estabeleceram um gueto para os habitantes judeus. Ele abrigava cerca de 500 judeus. Em 20 de setembro de 1942, eles foram deportados para os guetos de Wodzisław e Szczekociny.

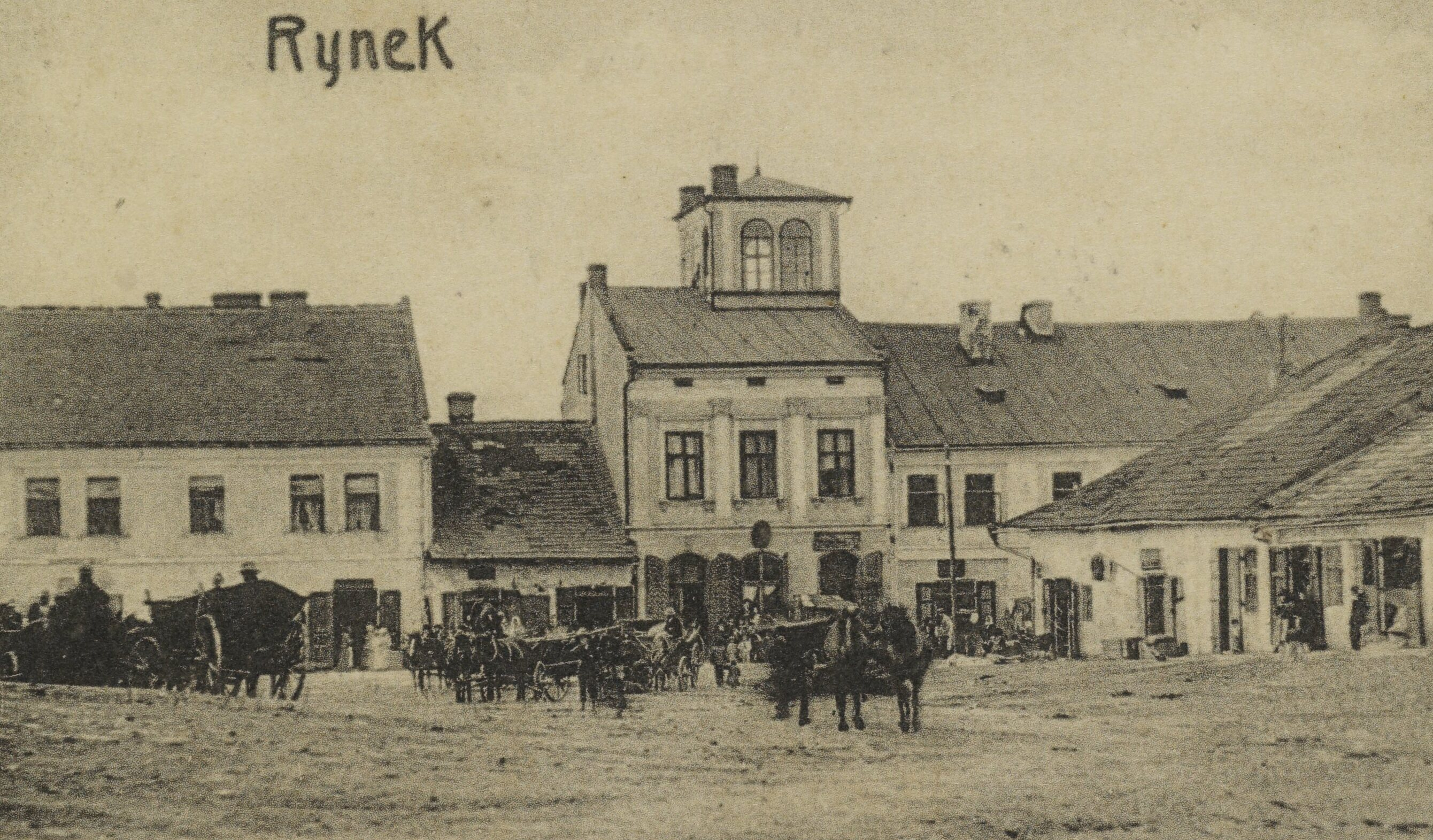
Praça principal antes de 1914

Em resposta às ações do movimento de resistência, os alemães realizaram ações de pacificação. Uma das maiores foi a ação realizada na noite de 10 para 11 de março de 1944. Unidades reforçadas da gendarmaria e da Bahnschutz cercaram a estação ferroviária e o assentamento ferroviário polonês. Eles começaram a fazer buscas e prisões. Dezenas de pessoas foram presas e muitas foram executadas. Em abril de 1944, uma unidade partidária foi formada na subdivisão “Niwa”. Ela era composta por soldados do Exército Nacional de Sędziszów e arredores, e por soldados escondidos do Exército Nacional de Jędrzejów, os chamados “queimados”. O esquadrão recebeu o nome desse último. Havia 88 soldados servindo no “Spaleni”, incluindo dois oficiais, três oficiais cadetes e 28 suboficiais. Em 17 de agosto de 1944, foi realizada uma pacificação na aldeia de Swaryszów, 35 pessoas foram fuziladas, incluindo 29 do Exército Nacional. Os Batalhões Camponeses e o Exército do Povo também estavam esporadicamente ativos na comuna de Sędziszów. A captura de Sędziszów em 16 de janeiro de 1945 por soldados do 31º Corpo Blindado de Guardas e do 5.º Exército de Guardas durante a ofensiva de janeiro do Exército Vermelho encerrou o domínio do regime da Alemanha Nazista na aldeia.
Na década de 1950, a estação começou a ser ampliada. Foi construído um hospital ferroviário, pensando nos trabalhadores e em suas famílias. Uma serraria em Tarnia (atualmente a Fábrica da Indústria Madeireira de Tarnia, modernizada em 1995) e três moinhos (um moinho a motor e dois moinhos de água) foram instalados. Havia cooperativas de alimentos, uma cooperativa de empréstimos, pequenos estabelecimentos comerciais e de serviços, lojas, uma farmácia e restaurantes.
Nos anos do pós-guerra, havia uma escola primária de sete classes, um jardim de infância e uma biblioteca em Sędziszów. Mais tarde, uma Escola Ferroviária Básica de três anos foi fundada em um prédio pós-alemão em frente à estação ferroviária.
Na década de 1970, foi construída a Fábrica de Caldeiras Sefako. Ela se tornou uma das maiores fábricas da voivodia de Kielce. Foi iniciada a construção de blocos de apartamentos de quatro andares para os funcionários da fábrica. Dois conjuntos habitacionais foram construídos: Na Skarpie e Sady.
A população estava aumentando. A escola primária n.º 1 foi ampliada, a escola primária n.º 2 foi criada, a escola profissionalizante foi transferida para as proximidades da fábrica e criados um Complexo de Escolas Profissionalizantes e uma Escola Técnica. Na segunda metade da década de 1970, foi iniciada a construção da Linha Metalúrgica-Enxofre e de uma estação de transbordo.
Na década de 1980, foi criada a paróquia do Santo Irmão Alberto. No final da década de 1980, Sędziszów já era um grande assentamento e tinha muitas características urbanas. Os conselheiros do Conselho Nacional da Comuna começaram a se esforçar para transformar Sędziszów em uma cidade. Em 14 de fevereiro de 1990, foi realizada a cerimônia de concessão dos direitos municipais. Uma das primeiras decisões do Conselho Municipal foi fundar uma escola secundária em Sędziszów. Em 1 de setembro de 1991, os primeiros alunos foram admitidos na escola secundária e, em maio de 1995, foi realizado o primeiro bacharelado.
No início da década de 1990, foi criado o Centro de Assistência Social Municipal e Comunal. No mesmo período, foi iniciada a construção de uma rede telefônica moderna. Na segunda metade da década de 1990, no prédio do antigo jardim de infância PKP, o município fundou uma casa de autoajuda e uma estação da Caritas da diocese de Kielce.
Em 2007, o estádio de futebol local (clube Unia Sędziszów) foi completamente reformado e ampliado, uma quadra de voleibol, uma quadra de futebol de praia, uma quadra de tênis, uma quadra de handebol, uma pista de skate e o reservatório de água próximo foram limpos, criando assim uma instalação de lazer atraente para os habitantes — a Base de Turismo, Esportes e Recreação (TKR).

## Monumentos históricos

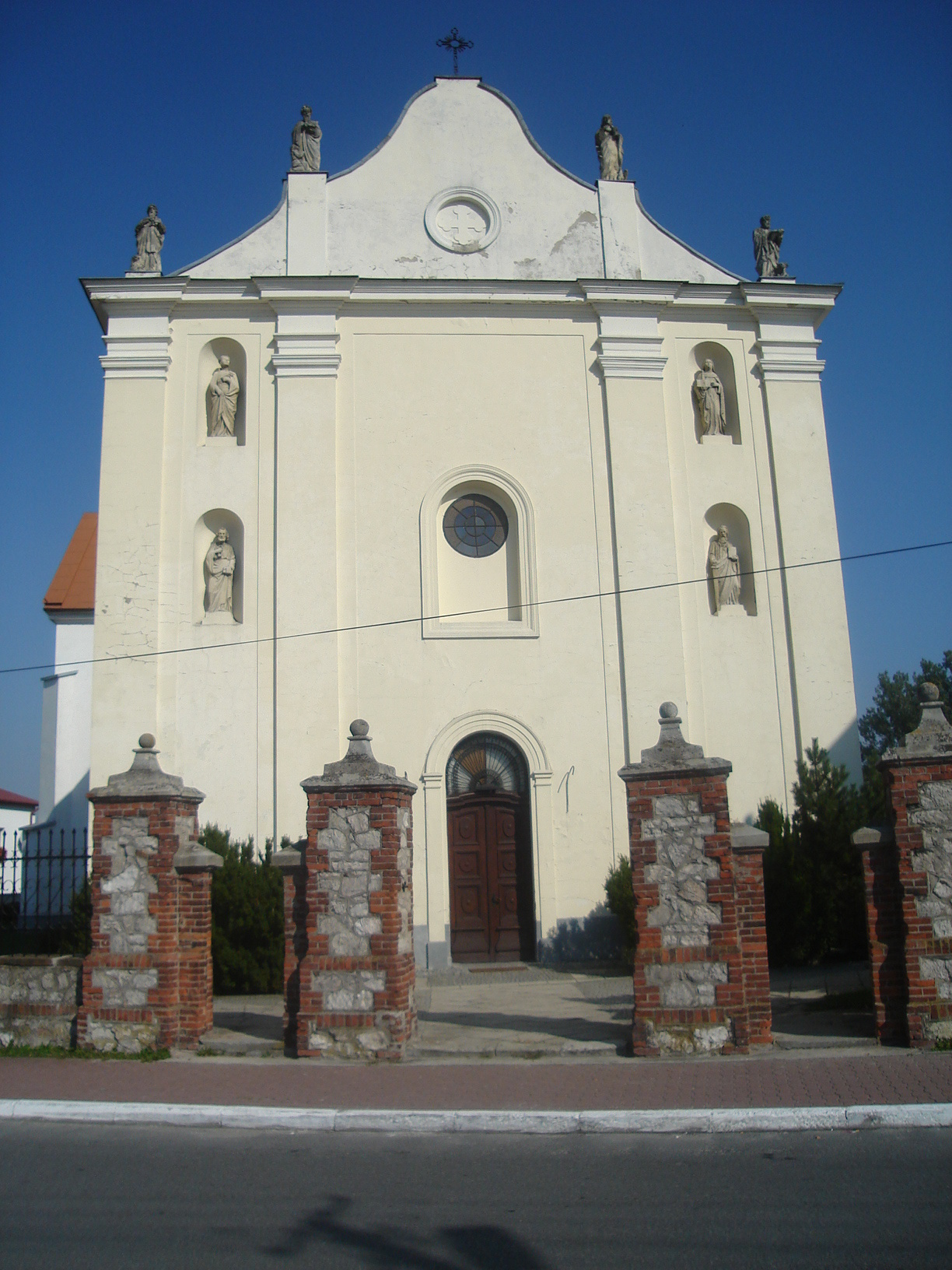
Igreja de São Pedro e São Paulo

### Igreja de São Pedro e São Paulo
- Igreja dos Santos Apóstolos Pedro e Paulo, em estilo barroco, construída entre 1771 e 1786, reconstruída em 1914.

A igreja e as duas torres sineiras do século XIX foram inscritas no registro de monumentos imóveis.

#### Pinturas
- Pintura de Nossa Senhora de Sędziszów — em um vestido dourado, agora colocada no altar principal da igreja, foi trazida de Roma entre 1625–1630 pelo padre Wojciech, o provincial da Ordem dos Carmelitas Descalços, e dada ao padre Baltazar Struminski.
- Altar lateral da Crucificação do século XVII, repintado, provavelmente da coleção em Wodzisław. O segundo altar lateral retrata Santa Ana.

#### Mobiliário
- Órgão datado do século XVII, com decoração oval barroca.
- Pia batismal em mármore, barroca.
- Decoração rococó com bancos colegiados.

#### Mobiliário litúrgico
- Ostensório do final do período barroco.
- Conjunto de casulas e capelos antigos, associado ao abade de Jędrzejów — Aleksander Denhoff (1623–1671).
- Legado do rei João II Casimiro Vasa ao Imperador Fernando III.

#### Epitáfios
- Stanisław Oraczewski, estarosta de Rogów, falecido em 1779, e sua esposa Anna, falecida em 1768
- Ignacy Oraczewski, estarosta de Rogów, e sua esposa Krystyna, falecida em 1779.
- Urszula Dembińska, estarosta de Wolbrom, faleceu em 1825.
- Antoni Badeni, falecido em 1828, e sua esposa Petronela, falecida em 1833.

#### Cemitério da igreja
- Estátua de Cristo Ecce homo em uma coluna de pedra, barroca
- Capela de tijolos do século XIX — gruta da Virgem Maria de Lourdes
- Lápide de Antoni Badeni (herdeiro de Rožnice) na forma de um crucifixo de pedra em um pedestal alto.
- Muro e portão do século XIX.
- Casa do vigário de tijolos do final do século XIX.

### Outros monumentos

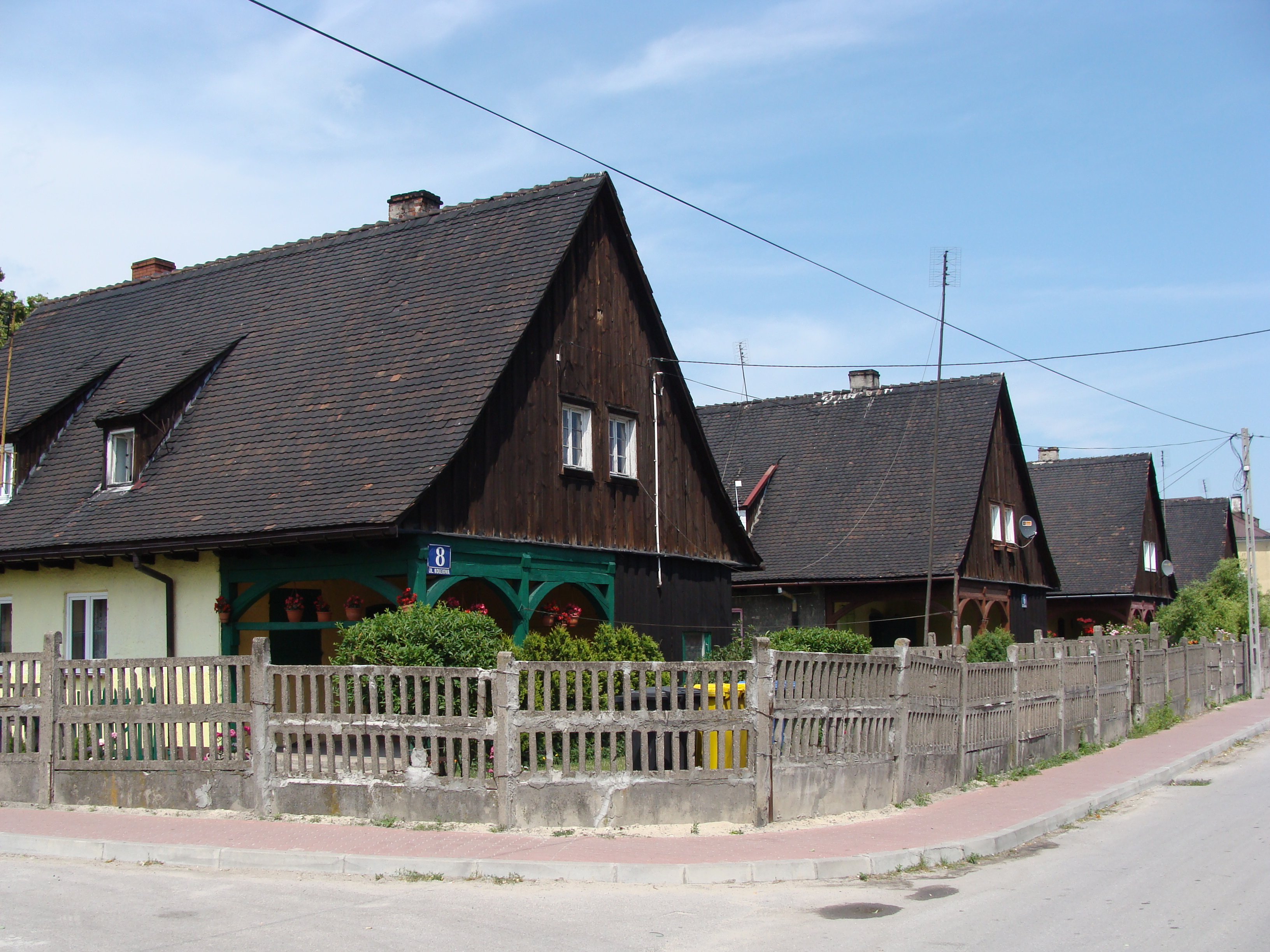
Rua Kolejowa

- Casa senhorial do século XIX, reconstruída após um incêndio. Antigo anexo senhorial da época da família Dembiński. Atualmente sem características senhoriais, após a reconstrução, abriga o Centro de Cuidados e Tratamento da Caritas de Sędziszów da Diocese de Kielce. Os restos do parque e do celeiro ao redor foram preservados. A mansão e o parque foram inscritos no registro de monumentos imóveis.[11]
- Figura de Cristo de 1650, uma capela de pedra à beira da estrada em um pedestal de tijolos. Reformada pelos varsovianos em 1899 para comemorar o 25.º aniversário do sacerdócio do pároco Franciszek Pruszyński. Está localizada no cruzamento das ruas Dworcowa, Kielecka e Wodzisławska.
- Zona de madeira — edifícios para trabalhadores ferroviários construídos pelos alemães durante a ocupação.
- Rua Kolejowa — edifícios pós-alemães, estilizados no estilo tirolês.

## Economia

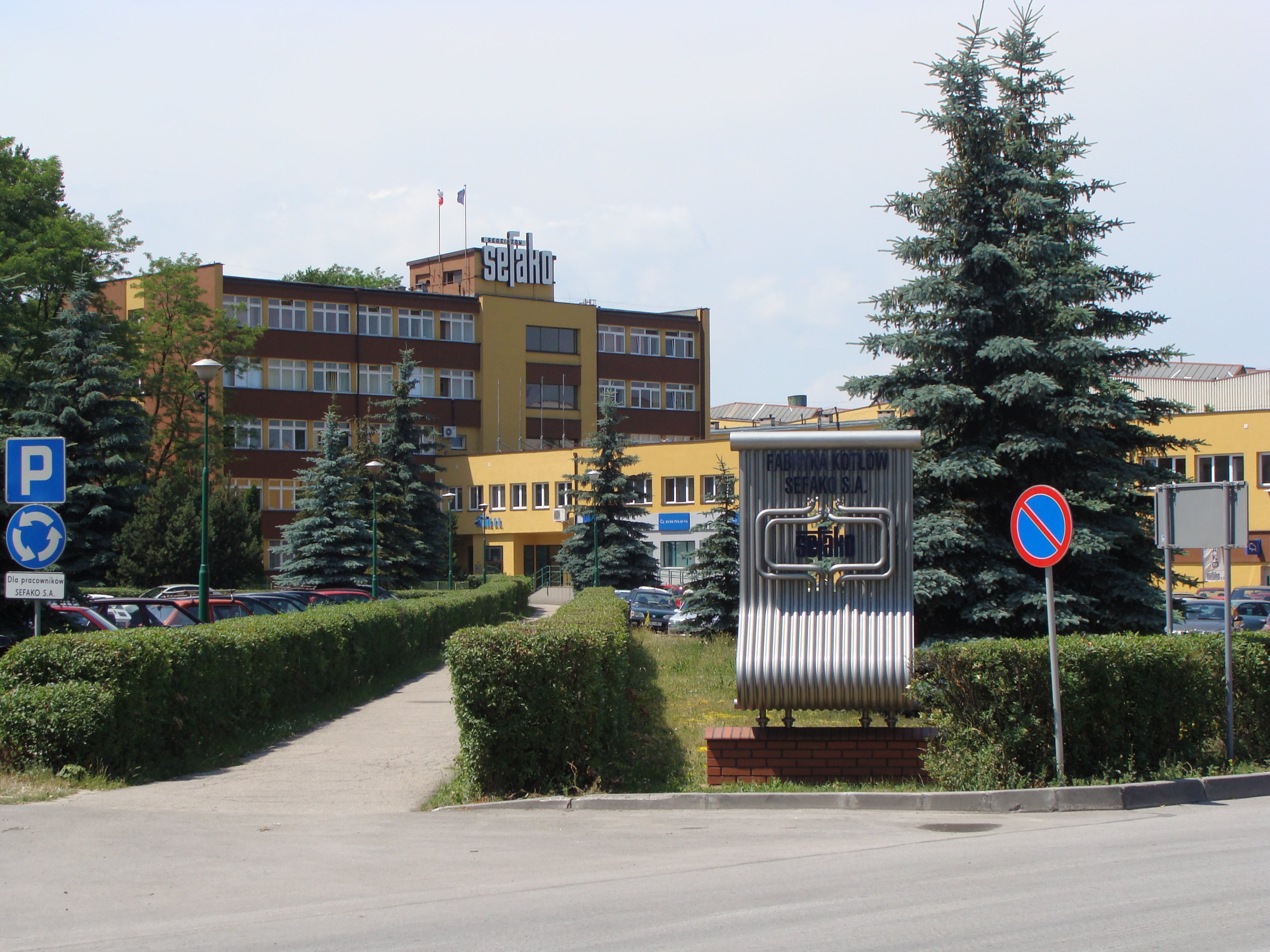
Fábrica de Caldeiras “Sefako”

A Fábrica de Caldeiras Sefako, uma das maiores fabricantes de caldeiras elétricas da Polônia, opera em Sędziszów desde 1974.
A Fazenda Agrícola Estatal de Sędziszów estava ativa na cidade.

## Cultura

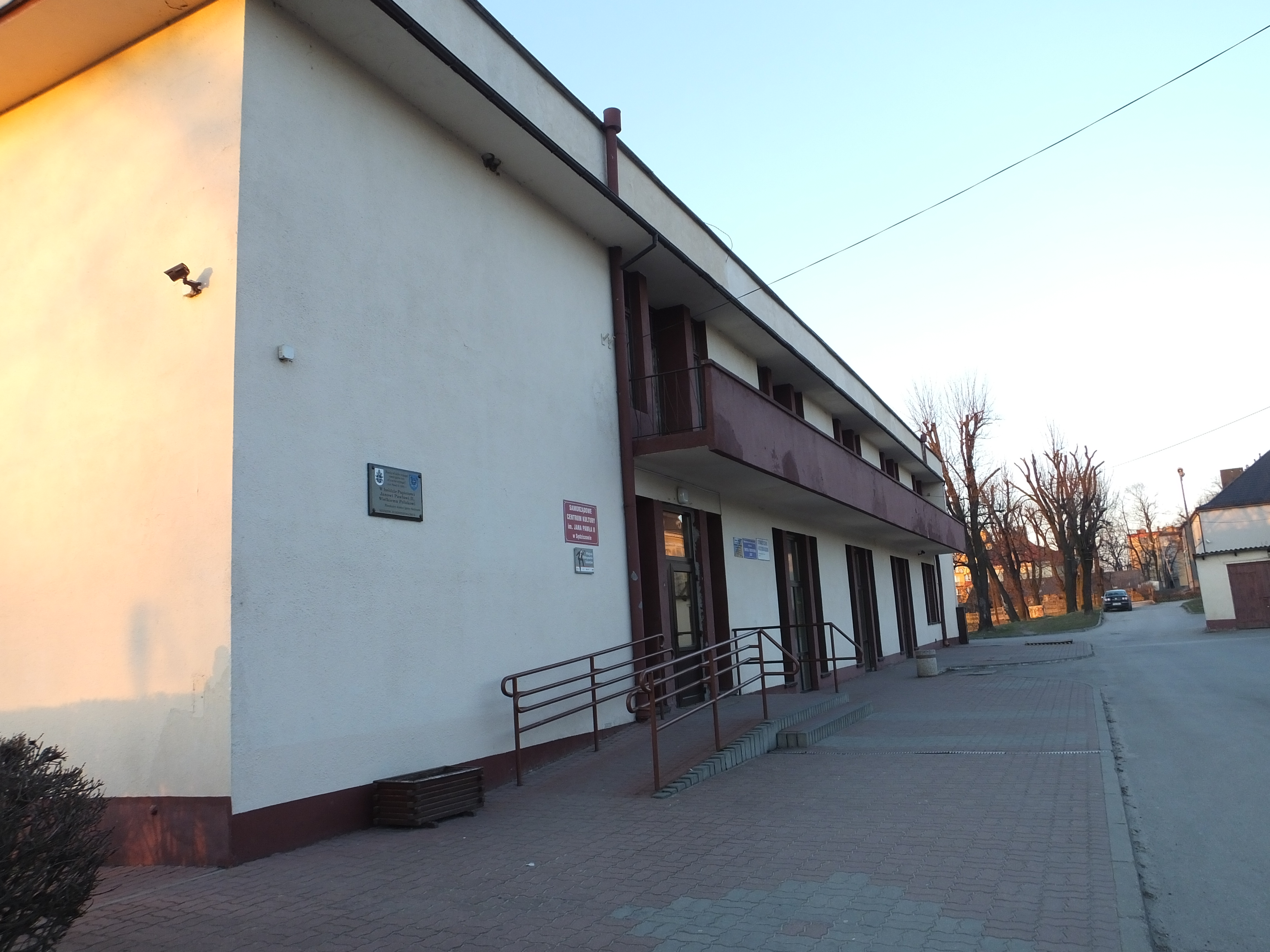
Centro Cultural do Governo Local

- Auditório e sala de concertos no Centro Cultural do Governo Local João Paulo II
- Cinema “Ballada” no Centro Cultural do Governo Local João Paulo II (os filmes não são exibidos)
- Centro Cultural do Governo Local João Paulo II é uma instalação para círculos criativos:
  - Conjuntos folclóricos dos Círculos de Donas de Casa Rurais
  - Conjuntos musicais
  - Círculos de arte para jovens
- Biblioteca pública municipal e comunitária
- Gazeta Sędziszowska — começou a ser publicada em janeiro de 1995, visando informar sobre eventos na região, problemas da comunidade e atividades do governo local. Desde julho de 1998, a Gazeta Sędziszowska foi adquirida por uma editora privada, a Gazeta Jędrzejowska.

## Demografia
Conforme os dados do Escritório Central de Estatística da Polônia (GUS) de 31 de dezembro de 2024, Sędziszów é uma cidade pequena com uma população de 6 083 habitantes (14.º lugar na voivodia de Santa Cruz e 510.º lugar na Polônia), tem uma área de 7,9 km² (33.º lugar na voivodia de Santa Cruz e 716.º lugar na Polônia) e uma densidade populacional de 768 hab./km² (8.º lugar na voivodia de Santa Cruz e 423.º lugar na Polônia). Entre 2002–2024, o número de habitantes diminuiu 11,9%.
Os habitantes de Sędziszów constituem cerca de 7,54% da população do condado de Jędrzejów, constituindo 0,52% da população da voivodia de Santa Cruz.
| Descrição                         | Total      | Total   | Mulheres   | Mulheres | Homens     | Homens  |
| --------------------------------- | ---------- | ------- | ---------- | -------- | ---------- | ------- |
| unidade                           | habitantes | %       | habitantes | %        | habitantes | %       |
| população                         | 6 083      | 100     | 3 081      | 50,6     | 3 002      | 49,4    |
| área                              | 7,9 km²    | 7,9 km² | 7,9 km²    | 7,9 km²  | 7,9 km²    | 7,9 km² |
| densidade populacional (hab./km²) | 768        | 768     | 388,6      | 388,6    | 379,4      | 379,4   |

## Esporte

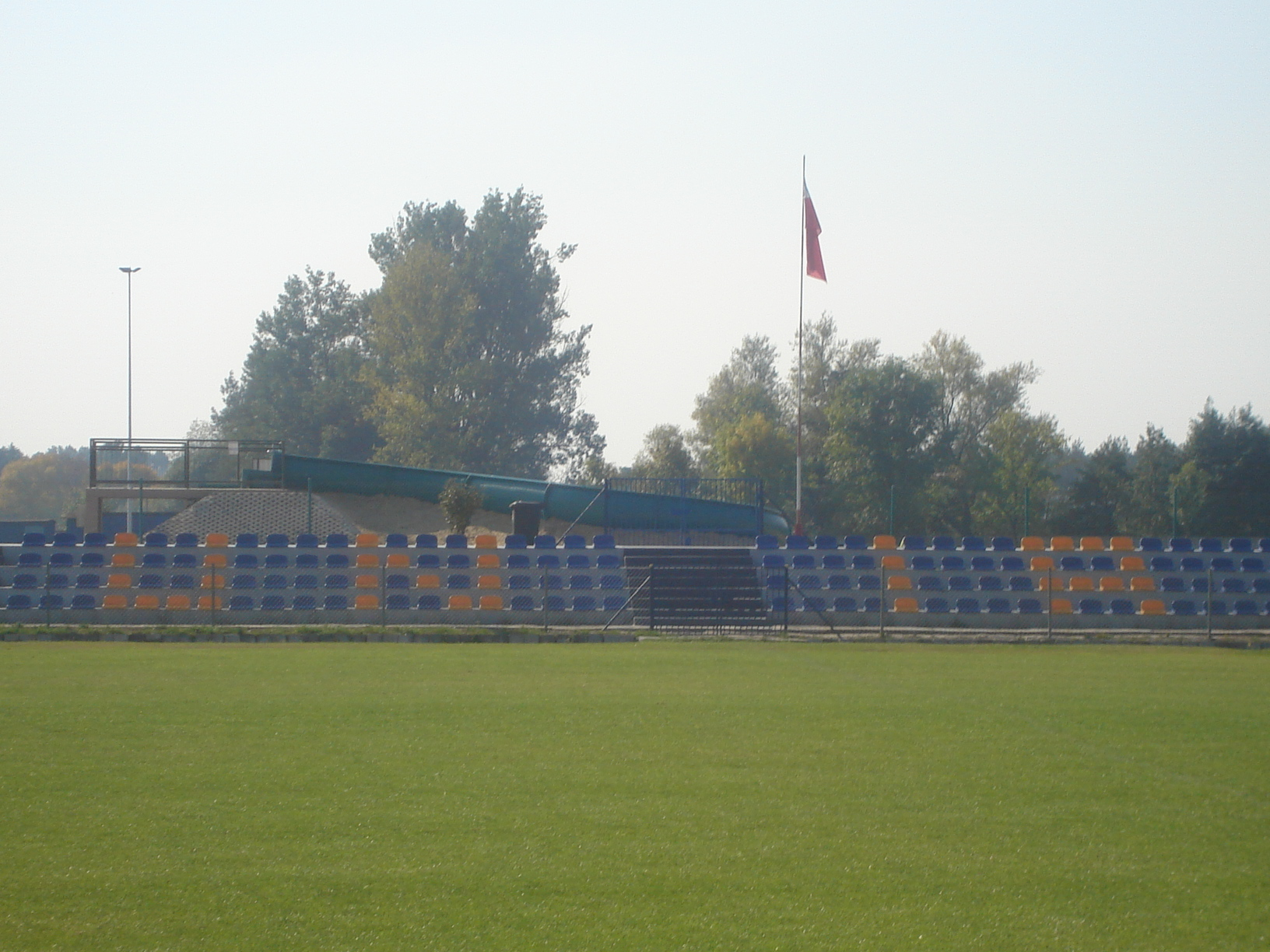
Estádio União

- Clube esportivo, fundado no final da década de 1940 com o nome de “Przełom”. Em meados da década de 1970, após se fundir com o “Olimpia” Pawłowice, o nome foi alterado para “Unia”. Desde 1996, o “Unia Sędziszów” é financiado pela comuna. Na temporada 2024/2025 participa da Classe A, grupo: Kielce II.[16]
- Centro esportivo e recreativo com piscina esportiva e recreativa, jacuzzi, gêiseres de água, escorregadores e sauna. O projeto foi parcialmente financiado pela União Europeia.

## Comunidades religiosas
- Igreja Católica de Rito Latino:
  - Paróquia do Santo Irmão Alberto Chmielowski.[17]
  - Paróquia dos Santos Apóstolos Pedro e Paulo.[18]
- Testemunhas de Jeová:
  - Igreja de Sędziszów (Salão do Reino, rua Marianów 24a).

## Transporte
- A 8 km dos arredores da comuna passa a estrada internacional E77 Gdansk — Varsóvia — Chyżne.
- A linha de trem n.º 8 passa por Sędziszów, com a estação Sędziszów.
- A linha de bitola larga n.º 65 atravessa a comuna, com uma base de recarga ampliada e preparada na própria Sędziszów.
- As estradas distritais 1145T (rua Kielecka, Dworcowa, Klimontowska), 1151T (rua Przemysłowa, Leśna), 1163T (rua Polna, Rynek, Kościelna, Sportowa, Gródek), 1166T (rua Nagłowicka) e 1169T (rua Jędrzejowska) passam pela cidade.[19][20][21]
- O transporte de ônibus dentro e fora de Sędziszów é operado por empresas privadas. Sędziszów tem conexões diretas de ônibus com Jędrzejów e Wodzisław.[22][23]